# Flesh + Blood
Flesh + Blood je sedmé studiové album britské skupiny Roxy Music. Album vyšlo v červnu 1980 u vydavatelství E.G. Records (UK) a Atco Records (US). Jeho producenty byla skupina Roxy Music a Rhett Davies.

## Seznam skladeb
| Pořadí         | Název                | Autor                                   | Délka |
| -------------- | -------------------- | --------------------------------------- | ----- |
| 1.             | In the Midnight Hour | Wilson Pickett, Steve Cropper           | 3:09  |
| 2.             | Oh Yeah              | Bryan Ferry                             | 4:51  |
| 3.             | Same Old Scene       | Ferry                                   | 3:57  |
| 4.             | Flesh and Blood      | Ferry                                   | 3:08  |
| 5.             | My Only Love         | Ferry                                   | 5:16  |
| 6.             | Over You             | Ferry, Phil Manzanera                   | 3:27  |
| 7.             | Eight Miles High     | Gene Clark, David Crosby, Roger McGuinn | 4:55  |
| 8.             | Rain, Rain, Rain     | Ferry                                   | 3:20  |
| 9.             | No Strange Delight   | Ferry, Manzanera                        | 4:44  |
| 10.            | Running Wild         | Ferry, Manzanera                        | 5:03  |
| Celková délka: | Celková délka:       | Celková délka:                          | 41:56 |

## Obsazení
Roxy Music
- Bryan Ferry – zpěv, klávesy, klavír, syntezátory, kytara
- Phil Manzanera – kytara, baskytara
- Andy Mackay – saxofon, hoboj

Ostatní hudebníci
- Allan Schwartzberg – bicí, perkuse
- Andy Newmark – bicí
- Simon Phillips – perkuse
- Alan Spenner – baskytara
- Neil Jason – baskytara
- Gary Tibbs – baskytara
- Neil Hubbard – kytara
- Paul Carrack – varhany, klavír